# Escut i bandera d'Alfara de la Baronia
L'escut i la bandera d'Alfara de la Baronia són els símbols representatius d'Alfara de la Baronia, municipi del País Valencià, a la comarca del Camp de Morvedre.

## Escut heràldic
L'escut oficial d'Alfara de la Baronia té el següent blasonament:
| « | Escut quadrilong de punta redona. Quarterat en creu. Primer; en camper d'atzur, tres bandes d'or. Segon i tercer, en camper de gules un cànter d'or. Quart, d'atzur, quatre flors de lis d'or. Al timbre, corona reial oberta. | » |

## Bandera
La bandera oficial d'Alfara de la Baronia té la següent descripció:
| « | Bandera de proporcions 2:3. Partida per meitat vertical. Primer, a l'asta partit, en la part superior de blau tres bandes d'or o groc, en la part inferior, de blau quatre flors de lis, posades en dos pals d'or o groc. Al batent, de roig un cànter d'or o groc. | » |

## Història
L'escut s'aprovà per Resolució de 20 d'abril de 2004, del conseller de Justícia i Administracions Públiques, publicada en el DOGV núm. 4.754, de 17 de maig de 2004.
La bandera s'aprovà per Resolució de 30 d'agost de 2010, del conseller de Solidaritat i Ciutadania, publicada en el DOCV núm. 6.350, de 8 de setembre de 2010.
Els cànters són armes parlants de la població, ja que alfar és sinònim de terrisseria i olleria. Les bandes i les flors de lis són les armes dels Vallterra, antics senyors de la població.
A l'Arxiu Històric Nacional es conserven dos segells en tinta d'Alfara de la Baronia de 1876 amb les inscripcions «ALCALDIA CONSTAL DE ALFARA DE ALGIMIA» i «AYUNTO CONSTAL ALFARA Ð ALGIA» on es representa un cànter.

Segell de l'Alcaldia (AHN, 1876).
Segell de l'Ajuntament (AHN, 1876).